# 살의의 향기
살의의 향기(Still Of The Night)는 미국에서 제작된 로버트 벤튼 감독의 1982년 범죄, 미스터리, 스릴러 영화이다. 로이 샤이더 등이 주연으로 출연하였고 알린 도노반 등이 제작에 참여하였다.

## 출연

### 주연
- 로이 샤이더
- 메릴 스트립

### 조연
- 제시카 탠디
- 죠 그리파시
- 세라 보츠퍼드
- 조세프 소머
- 프레데리케 보그
- 얼빙 메츠먼
- 래리 조슈아
- 톰 노튼
- 리치몬드 호시
- 횬 조
- 다니엘 커슨
- 존 에릭 벤틀리
- 조지 A. 툭스
- 랜디 저진슨
- 안 글림처
- 마이크 트리몬트

## 제작진
- 미술: 멜 번
- 세트: 스티븐 J. 조던
- 의상: 알버트 울스키
- 배역: 줄리엣 테일러